# Les Fontetes (Riells del Fai)
Les Fontetes són unes surgències del poble de Riells del Fai, al terme municipal de Bigues i Riells, al Vallès Oriental.
Són a 408 msnm a l'esquerra del torrent del Gat, en el vessant occidental dels Cingles de Bertí al damunt -nord-est- de les Torres de la Madella i de la masia de la Madella.